# Скотный двор (мультфильм, 2025)
«Ско́тный двор» (англ. Animal Farm) — британский анимационный фэнтезийный драматический фильм режиссёра Энди Серкиса. Сценарий написан Николасом Столлером на основе сюжета Руперта Уайатта и Серкиса. Фильм основан на одноимённой повести Джорджа Оруэлла.

## В ролях
- Энди Серкис

## Производство
В июле 2011 года стало известно о разработке игровой экранизации повести Джорджа Оруэлла «Скотный двор» (1945), режиссёром и сценаристом которой был назначен Руперт Уайатт. Энди Серкис также присоединился к написанию сценария картины. В октябре 2012 года режиссёрское кресло занял Серкис, а сам проект должен был стать фильмом в формате HFR-3D. В августе 2018 года Netflix приобрёл права на прокат. Спустя годы Серкис, завершив работу над фильмом «Веном 2» (2021), вновь приступил к созданию проекта.
К апрелю 2022 года «Скотный двор» стал разрабатываться как анимационный фильм на студии Cinesite, на должность сценариста был приглашён Николас Столлер. Серкис, наряду с Адамом Нэглом, Дэйвом Розенбаумом и Джонатаном Кавендишем, выступил продюсером ленты. Производство проекта ведётся компаниями Cinesite Studios, Aniventure и The Imaginarium Studios, а Netflix сохранил за собой права на дистрибуцию. В ноябре 2022 года Серкис заявил, что не будет режиссировать сиквел фильма «Веном 2» в связи с работой над «Скотным двором». В марте 2023 года в интервью для Screen Rant режиссёр заявил, что с момента создания фильма прошёл один год, и ещё один — впереди. Согласно профилю одного из главных художников фильма, Сет Роген и Гленн Клоуз получили ключевые роли.